# Glabella ansonae
Glabella ansonae is een slakkensoort uit de familie van de Marginellidae. De wetenschappelijke naam van de soort is voor het eerst geldig gepubliceerd in 1976 door Clover.